# Marcia Griffiths
Marcia Griffiths, född 23 november 1949 i Kingston, Jamaica, är en jamaicansk sångerska och världsstjärna. Hon har sjungit professionellt i över 40 år, och en tidig karriär hade hon tillsammans med Bob Andy i duon Bob and Marcia som levererade hitlåtar som "Young, Gifted And Black" och "The Pied Piper". Från 1974 blev hon en av medlemmarna i I-Threes, den vokalisttrio som även omfattade Judy Mowatt och Rita Marley, och som förutom att med sina harmonier lyfta Bob Marleys sång i Bob Marley & The Wailers även släppte några egna album. Hon är ingen hängiven anhängare av rastafari-tron, även om hon 1979 släppte roots reggae-klassikern "Steppin' Out Of Babylon".
Hon har även haft en lång och framgångsrik solokarriär. Hon har även haft en lång och framgångsrik solokarriär. Låten "Electric Boogie", som ursprungligen släpptes av Bunny Wailer 1980, återutgavs av henne 1983 och igen 1989 med Wailers hjälp, denna gång med bistånd av kollegan och vännen Bunny Wailer medförde att "electric slide", en s.k. linedance, fick ett internationellt genomslag på samma sätt som till exempel lambada. Electric Boogie nådde plats 51 på den amerikanska Billboard Hot 100, vilket är hennes mest framgångsrika singel. Låten, som per definition inte är en egentlig reggaelåt, är fortfarande den mest sålda singeln någonsin med en kvinnlig reggaesångerska. Den rankades dock som nummer 76 på radiobloggaren Matthew Wilkenings (America Online) privata lista över de 100 sämsta låtarna genom tiderna.

## Diskografi
Bob and Marcia
- 1970 – Young, Gifted And Black (Harry J / Trojan)
- 1971 – Pied Piper (Harry J / Trojan)
- 1976 – Sweet Memories (Nectar)
- 1977 – Kemar (Harry J); återutgiven 1987 under namnet Really Together

Marcia Griffiths
- 1974 – Play Me Sweet and Nice (Trojan)
  - Spår: Sweet Bitter Love, Gypsy Man, There's No Me Without You, The First Time I Saw Your Face, I Just Don't Want to Be Lonely, Here I Am Baby — Come and Take Me (Green, Hodges), Everything I Own (Gates), Green Grasshopper, Play Me, Children At Play, Mark My Word, The First Cut Is the Deepest, Melody Life, Work And Slave, Working To The Top — My Ambition, Don't Let Me Down (Lennon, McCartney, Band Of Gold, Put a Little Love in Your Heart, I See You, My Love, It's Too Late, Baby If You Don't Love Me, Love Walked In, When Will I See You Again, Play Me pt. 2
- 1978 – Naturally (Shanachie)
  - Spår: Dreamland (Bunny Wailer), Tell Me Now, Truly, Mark My Work, Stay, Feel Like Jumping, Lonesome Feeling (Marley), Survival, Melody Life, I've Got to Go Back Home
- 1979 – Steppin' (Shanachie)
  - Spår: Steppin' Out Of Babylon, Where Were You, Peaceful Woman, Sweet Bitter Life, Why There Is No Love, The Way I Feel About You, I'm Hurtin' Inside, It's Impossible, Give And You Get, Where Is The Love
- 1988 – Marcia (Ras)
  - Spår: Trench Town Rock (Marley), It's Not Funny, Deep In My Heart, Blue Skies, True Love Is Hard To Achieve, Everywhere (Fleetwood Mac), Don't Let Me Down (Lennon, McCartney), Cycles, Baby Loves To Dance, I'm Leaving
- 1990 – Carousel (Mango)
  - Spår: Electric Boogie (Bunny Wailer, Do Unto Others, Groovin', All Over The World, Carousel (Dermer, Galdo, Vigil), Sugar Shack, The One Who Really Loves You, Money In The Bank, Electric Boogie Dub Mix (Bunny Wailer
- 1993 – Indomitable (Penthouse)
- 1996 – Dreamland (House Of Reggae)
  - Spår: Dreamland (Bunny Wailer), Tell Me Now, Truly, Mark My Work, Stay, Feel Like Jumping, Lonesome Feeling (Marley), Survival, Melody Life, I've Got to Go Back Home
- 1999 – Certified (VP)
  - Spår: Then You Came, Feel So Real, Tell Me Now, Everlasting, I Got To Cry, Certified (Faser, Fraser, Lindo), I Want To Be With You, Born To Be, Just Try Me, This World, Partner For Life, Why Me?, Ready For The Good Life, Amour Love, Today's Song, Problems
- 2001 – Sweet Bitter Love (Trojan)
- 2005 – Shining Time (VP)
  - Spår: My Heartbeat (Crossdale, Dunbar, Fletcher), Live Life To The Fullest, Bring Back The Love, Back In The Days, Jah Daughter (Brissett), Human Rights, Shining Time (Morrison), My Love (McCartney, McCartney), Focusing Time (Hammond), This Time Around, Harmony, My Life, Lies, Don't Stop, Until You Come Back to Me, A House Is Not A Home, Bring Back The Love, Crazy Baldhead (Ford, Marley)

Album där Mowatt medverkar som en del av The I-Threes
- 1974 – Natty Dread - Bob Marley & The Wailers
- 1975 – Live! - Bob Marley & The Wailers
- 1976 – Escape From Babylon - Martha Velez
- 1976 – Rastaman Vibration - Bob Marley & The Wailers
- 1977 – Exodus - Bob Marley & The Wailers
- 1978 – Babylon By Bus - Bob Marley & The Wailers
- 1978 – Kaya - Bob Marley & The Wailers
- 1979 – Survival - Bob Marley & The Wailers
- 1980 – Uprising. - Bob Marley & The Wailers
- 1981 – Mauvaises Nouvelles des Etoiles - Serge Gainsbourgh
- 1983 – Confrontation - Bob Marley & The Wailers
- 1983 – Beginning - The I-Threes
- 1984 – Legend - Bob Marley & The Wailers
- 1991 – Legend (VHS) - Bob Marley & The Wailers
- 1991 – Talkin' Blues - Bob Marley & The Wailers
- 1992 – Songs Of Freedom - Bob Marley & The Wailers
- 1994 – Live On - Wailing Souls
- 1996 – Africa - Bob Marley & The Wailers, remastering av Osamu Shumoju
- 1996 – Sahra - [Khaled]
- 1997 – Presenting The Carnival Featuring The Refugee Allstars - Wyclef Jean
- 1998 – Chicago Live 1975 - Bob Marley & The Wailers
- 1998 – Yitzhak Rabin - Alpha Blondy
- 1999 – Humaitarian – Jimmy Cliff
- 2002 – Babylon by Bus (2001 Reissue) - Bob Marley & The Wailers
- 2002 – Confrontation (2002 Reissue wit bonus Track)- Bob Marley & The Wailers
- 2001 – Exodus (2001 reissue with bonus tracks - Bob Marley & The Wailers
- 2001 – Exodus (Deluxe Edition, 25 låtar) - Bob Marley & The Wailers
- 2001 – Kaya 2001 (reissue with bonus track). Bob Marley & The Wailers
- 2001 – Kaya (Japan bonus track. Bob Marley & The Wailers
- 2001 – Legend Live In Concert - Rike Wakeman
- 2001 – Live (Expanded - Bob Marley & The Wailers
- 2001 – One Love: The Very Best Of Bob Marley & The Wailers - Bob Marley & The Wailers (20 låtar; obs albumet nedan är detsamma, men har 13 extra låtar)
- 2001 – One Love: The Very Best Of Bob Marley & The Wailers - Bob Marley & The Wailers (33 låtar)
- 2001 – Survival (reissue with bonus track) - Bob Marley & The Wailers
- 2001 – Trench Town Rock (box set - Bob Marley & The Wailers (95 låtar från samarbetet med Lee "Scratch" Perry
- 2001 – Uprising (reissue with bonus tracks) - Bob Marley & The Wailers
- 2002 – Legend (Deluxe edition) - Bob Marley & The Wailers (29 Låtar)
- 2002 – One Love: The Very Best of Bob Marley (Japan Bonus Di) - Bob Marley & The Wailers (34 låtar)
- 2002 – Rastaman Vibration (Deluxe edition)
- 2002 – The I-Threes Sing Bob Marley - The I-Threes
- 2003 – Aux Armes et Cætera (French Bonus Disc) - Serge Gainsbourg
- 2003 – Babylon by Bus/Catch a Fire/Burnin' - Bob Marley & The Wailers (Liveskivan plus The Wailers två första LP på Island.
- 2003 – Exodus/Survival/Confrontation - Bob Marley & The Wailers
- 2003 – Legend (2 CD + DVD) - Bob Marley & The Wailers
- 2003 – Live At Roxy: The Complete Concert - Bob Marley & The Wailers
- 2003 – Uprising/Kaya/Catch a Fire - Bob Marley & The Wailers
- 2003 – Aux Armes et Cætera (US Bonus Disc) - Serge Gainsbourg
- 2004 – Live! At the Rainbow - Serge Gainsbourg
- 2004 – Mauvaises Nouvelles des Etoiles (US Bonus Disc) - Serge Gainsbourg
- 2004 – Gold - Bob Marley & The Wailers
- 2005 – Live At The Rainbow (DVD) - Bob Marley & The Wailers
- 2007 – Exodus (30th Anniversary Edition (CD) och 2002 – Exodus (30th Anniversary Edition (DVD)
- 2007 – Songs Of Bob Marley - The I-Threes
- 2008 – Kaya (Bonus Track) - Bob Marley & The Wailers
- 2008 – Legend 2 - Bob Marley & The Wailers